# Nicu Popescu
Nicolae « Nicu » Popescu, né le 25 avril 1981 à Chișinău, est un auteur et diplomate moldave.

## Biographie
Nicu Popescu est diplômé de l'Institut d'État des relations internationales de Moscou en 2002 avant de poursuivre ses études à l'université d'Europe centrale à Budapest où il obtient un doctorat en affaires internationales.
Il est directeur du programme « Grande Europe » du Conseil européen pour les relations internationales, quand il est nommé en juin 2019, ministre des Affaires étrangères et de l'Intégration européenne au sein du gouvernement Sandu. Il quitte le gouvernement en novembre suivant et retrouve son précédent poste.
Il vice-Premier ministre et de nouveau ministre des Affaires étrangères sous le gouvernement de Natalia Gavrilița puis dans celui de Dorin Recean entre le 6 août 2021 et le 29 janvier 2024.

## Décoration
- Officier de la Légion d'honneur (2025)[2].